# Tres Días de Brujas-La Panne femenina 2020
La 3.ª edición de los Tres Días de Brujas-La Panne femenina (nombre original en neerlandés: AG Driedaagse Brugge-De Panne) se celebró el 20 de octubre de 2020 sobre un recorrido de 156,3 km con inicio en Brujas y final en la ciudad de De Panne en Bélgica.
La carrera hizo parte del UCI WorldTour Femenino 2020 como competencia de categoría 1.WWT del calendario ciclístico de máximo nivel mundial siendo la décima carrera disputada en la temporada como parte de dicho circuito y fue ganada por la ciclista neerlandesa Lorena Wiebes del equipo Sunweb. El podio lo completaron la alemana Lisa Brennauer del equipo Ceratizit-WNT y la belga Lotte Kopecky del equipo Lotto Soudal Ladies.

## Equipos
| translation for headoftableIII_translate index 58 not found (6)- Canyon-SRAM Racing - CCC-Liv - FDJ-Nouvelle Aquitaine-Futuroscope - Mitchelton-Scott - Sunweb Women - Trek-Segafredo UCI Women's continental teams (5)- Boels Dolmans - Ceratizit-WNT Pro Cycling - Cogeas Mettler Look - Ciclotel - Multum Accountants-LSK Unknown team category (6)- Lotto Soudal Ladies - Parkhotel Valkenburg-Destil - Valcar-Travel & Service - Doltcini-Van Eyck Sport - Hitec Products - NXTG Racing |
| |

## Clasificaciones finales
Las clasificaciones finalizaron de la siguiente forma:

### Clasificación general
| \| Clasificación general \| Clasificación general \| Clasificación general \| Clasificación general \| Clasificación general \| \| Ciclista \| Ciclista \| Equipo \| Tiempo \| \| \| --------------------- \| --------------------- \| ---------------------------------- \| --------------------- \| --------------------- \| \| 1.ª \| Lorena Wiebes \| Sunweb \| 3 h 39 min 43 s \| \| \| 2.ª \| Lisa Brennauer \| Ceratizit-WNT Pro Cycling \| + 0 s \| \| \| 3.ª \| Lotte Kopecky \| Lotto Soudal Ladies \| + 0 s \| \| \| 4.ª \| Sarah Roy \| Mitchelton-Scott \| + 0 s \| \| \| 5.ª \| Sofia Bertizzolo \| CCC-Liv \| + 0 s \| \| \| 6.ª \| Alice Barnes \| Canyon-SRAM Racing \| + 0 s \| \| \| 7.ª \| Elisa Longo Borghini \| Trek-Segafredo \| + 0 s \| \| \| 8.ª \| Ellen van Dijk \| Trek-Segafredo \| + 0 s \| \| \| 9.ª \| Alison Jackson \| Sunweb \| + 0 s \| \| \| 10.ª \| Eugénie Duval \| FDJ-Nouvelle Aquitaine-Futuroscope \| + 0 s \| \| |                      |                                    |                 |
| |                      |                                    |                 |
| Fuentes: ProCyclingStats Cycling Quotient |                      |                                    |                 |
| Clasificación general |                      |                                    |                 |
| Ciclista | Ciclista             | Equipo                             | Tiempo          |
| 1.ª | Lorena Wiebes        | Sunweb                             | 3 h 39 min 43 s |
| 2.ª | Lisa Brennauer       | Ceratizit-WNT Pro Cycling          | + 0 s           |
| 3.ª | Lotte Kopecky        | Lotto Soudal Ladies                | + 0 s           |
| 4.ª | Sarah Roy            | Mitchelton-Scott                   | + 0 s           |
| 5.ª | Sofia Bertizzolo     | CCC-Liv                            | + 0 s           |
| 6.ª | Alice Barnes         | Canyon-SRAM Racing                 | + 0 s           |
| 7.ª | Elisa Longo Borghini | Trek-Segafredo                     | + 0 s           |
| 8.ª | Ellen van Dijk       | Trek-Segafredo                     | + 0 s           |
| 9.ª | Alison Jackson       | Sunweb                             | + 0 s           |
| 10.ª | Eugénie Duval        | FDJ-Nouvelle Aquitaine-Futuroscope | + 0 s           |

## Ciclistas participantes y posiciones finales
Convenciones:
- AB-N: Abandono en la etapa "N"
- FLT-N: Retiro por llegada fuera del límite de tiempo en la etapa "N"
- NTS-N: No tomó la salida para la etapa "N"
- DES-N: Descalificado o expulsado en la etapa "N"

## UCI WorldTour Femenino
La carrera Tres Días de Brujas-La Panne femenina otorgó puntos para el UCI World Ranking Femenino y el UCI WorldTour Femenino para corredoras de los equipos en las categorías UCI Team Femenino. Las siguientes tablas muestran el baremo de puntuación y las 10 corredoras que obtuvieron más puntos:
| Posición   | 1.ª | 2.ª | 3.ª | 4.ª | 5.ª | 6.ª | 7.ª | 8.ª | 9.ª | 10.ª | 11.ª | 12.ª | 13.ª | 14.ª | 15.ª | 16.ª-20.ª | 21.ª-30.ª | 31.ª-40.ª |
| Puntuación | 400 | 320 | 260 | 220 | 180 | 140 | 120 | 100 | 80  | 68   | 56   | 48   | 40   | 32   | 28   | 24        | 16        | 8         |

| Clasificación |                      |                                    |        |
| Posición      | Ciclista             | Equipo                             | Puntos |
| ------------- | -------------------- | ---------------------------------- | ------ |
| 1.ª           | Lorena Wiebes        | Sunweb                             | 400    |
| 2.ª           | Lisa Brennauer       | Ceratizit-WNT                      | 320    |
| 3.ª           | Lotte Kopecky        | Lotto Soudal Ladies                | 260    |
| 4.ª           | Sarah Roy            | Mitchelton Scott                   | 220    |
| 5.ª           | Sofia Bertizzolo     | CCC-Liv                            | 180    |
| 6.ª           | Alice Barnes         | Canyon SRAM Racing                 | 140    |
| 7.ª           | Elisa Longo Borghini | Trek-Segafredo                     | 120    |
| 8.ª           | Ellen van Dijk       | Trek-Segafredo                     | 100    |
| 9.ª           | Alison Jackson       | Sunweb                             | 80     |
| 10.ª          | Eugénie Duval        | FDJ Nouvelle Aquitaine Futuroscope | 68     |